# گغام مانوکیان
گغام آزاتی مانوکیان (ارمنی: Գեղամ Ազատի Մանուկյան؛ زادهٔ ۹ فوریهٔ ۱۹۷۰) یک سیاستمدار و ترک‌شناس اهل ارمنستان است که از تاریخ ۲۰۲۱ تا تاریخ سمت نمایندگی دوره‌های هشتم مجلس ملی جمهوری ارمنستان را برعهده دارد. وی پیشتر از تاریخ ۲۰۰۶ تا تاریخ سمت نمایندگی دوره‌های سوم مجلس ملی جمهوری ارمنستان را برعهده داشت

## زندگی‌نامه
در ۹ فوریهٔ ۱۹۷۰ در آرماویر به دنیا آمد و از دانشگاه دولتی ایروان فارغ‌التحصیل شد. 